# Marcus (Iowa)
Marcus és una població dels Estats Units a l'estat d'Iowa. Segons el cens del 2000 tenia 1.139 habitants.

## Demografia
Segons el cens del 2000, Marcus tenia 1.139 habitants, 477 habitatges, i 300 famílies. La densitat de població era de 254,2 habitants/km².
Dels 477 habitatges en un 26,4% hi vivien nens de menys de 18 anys, en un 55,3% hi vivien parelles casades, en un 5,2% dones solteres, i en un 36,9% no eren unitats familiars. En el 33,8% dels habitatges hi vivien persones soles el 23,3% de les quals corresponia a persones de 65 anys o més que vivien soles. El nombre mitjà de persones vivint en cada habitatge era de 2,28 i el nombre mitjà de persones que vivien en cada família era de 2,94.
Per edats la població es repartia de la següent manera: un 22,7% tenia menys de 18 anys, un 5,7% entre 18 i 24, un 23,2% entre 25 i 44, un 19,8% de 45 a 60 i un 28,7% 65 anys o més.
L'edat mediana era de 44 anys. Per cada 100 dones de 18 o més anys hi havia 83,9 homes.
La renda mediana per habitatge era de 37.604 $ i la renda mediana per família de 45.500 $. Els homes tenien una renda mediana de 31.250 $ mentre que les dones 19.167 $. La renda per capita de la població era de 19.381 $. Entorn del 6,4% de les famílies i el 7,8% de la població estaven per davall del llindar de pobresa.

## Poblacions més properes
El següent diagrama mostra les poblacions més properes.